# Anouk is Alive
Anouk Is Alive är en dubbel livealbum från den holländska artisten Anouk utgiven 2006. Inspelningen skedde på konserter som Anouk genomförde 3-4 december 2005 i Rotterdam.

## Låtlista CD 1
- 01. Anouk - Love
- 02. Anouk - Only You
- 03. Anouk - One Word
- 04. Anouk - Alright
- 05. Anouk - More Than You Deserve
- 06. Anouk - Don't
- 07. Anouk - R.U. Kiddin Me
- 08. Anouk - Falling Sun
- 09. Anouk - Sacrifice
- 10. Anouk - Untitled
- 11. Anouk - Who Cares
- 12. Anouk - Too Long
- 13. Anouk - No Time To Waste
- 14. Anouk - The Dark
- 15. Anouk - Everything

## Låtlista CD 2
- 01. Anouk - Hail
- 02. Anouk - Searching
- 03. Anouk - Jerusalem
- 04. Anouk - I Live For You
- 05. Anouk - Michel
- 06. Anouk - Our Own Love
- 07. Anouk - Graduated Fool
- 08. Anouk - It's So Hard
- 09. Anouk - Nobody's Wife
- 10. Anouk - Home Is In My Head
- 11. Anouk - Girl
- 12. Anouk - Lost